# Dicranomyia (Glochina) brevispina
Dicranomyia (Glochina) brevispina is een tweevleugelige uit de familie steltmuggen (Limoniidae). De soort komt voor in het Palearctisch gebied.